# Lingua selonica
Il selonico era una lingua facente parte del gruppo delle lingue baltiche della famiglia indoeuropea. Questa lingua veniva parlata dalla tribù baltica dei Seloni che vivevano nella Selonia, un territorio nella parte sudorientale della Lettonia e nella parte nordorientale della Lituania. 
Tra il XIII ed il XV secolo i seloni abbandonarono la loro lingua, assimilandosi ai latgolici e parzialmente ai lituani.
Le tracce del selonico si possono ancora trovare nei territori selonici abitati, specialmente nell'accento e nella fonetica del cosiddetto dialetto selonico del lettone.

## Etimologia
Il termine selė è probabilmente registrato per la prima volta come Caput fl(uvii) Selliani "foce del fiume selė" nella fonte Tabula itineraria Peutingeriana (III-IV secolo, in un manoscritto del XIII secolo). Questo nome, secondo alcuni, è di origine idronimica ed è associato al lituano selė́ti "scorrere, correre". Ci sono idronimi lituani dalla stessa radice: Sė́lupis, Sė́linė.

## Classificazione
Il posto del seloniano nella classificazione delle lingue baltiche rimane poco chiaro. Kazimieras Buga credeva che fosse il più vicino al kurukh, cosa che fu smentita da Jānis Endzelīns, che fece notare che non c'erano isoglosse esclusive tra kurukh e selenico. C'è anche l'ipotesi che il selonico fosse un idioma di transizione dal lituano al lettone.

Secondo Yuri Borisovich, il selonico occupa una posizione intermedia tra l'aukštaic, il letgallo e lo semigallica, e ha molti paralleli con le lingue baltiche occidentali. Strutturalmente, era uno dei dialetti della lingua del Baltico pre-orientale (cluster).